# Metro International

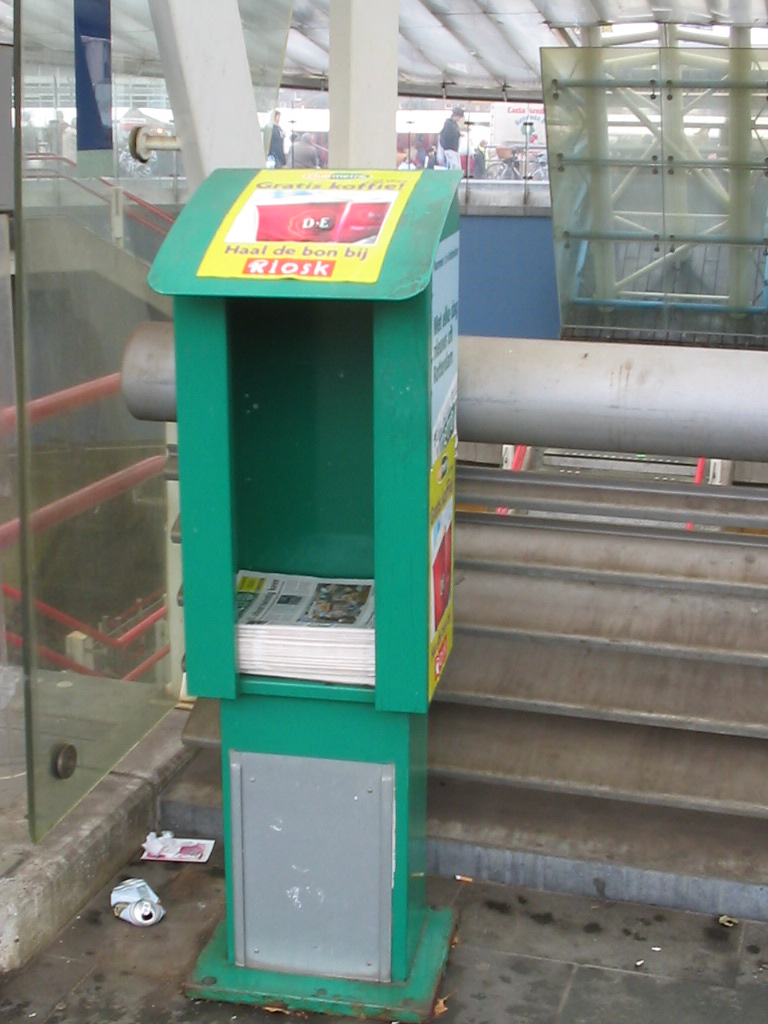
Metro-rek bij de ingang van een station

Metro International is een Zweedse mediamaatschappij, statutair gevestigd te Luxemburg.

## De krant
Metro is een gratis krant uitgegeven door Metro International S.A. die van maandag tot en met vrijdag gratis via racks of via stands in trein- en metrostations, op campussen, bussen, trams, winkels, supermarkten en in horecagelegenheden wordt verspreid.
Met de 57 dagelijkse edities was Metro International de grootste uitgever van gratis kranten wereldwijd. Edities van het blad, dat beknopte artikelen over een brede waaier van onderwerpen bevat, verschenen in 19 landen – zowel in Europa als in Noord- en Zuid-Amerika en Azië – in 15 talen.
De krant bereikte in de hoogtij dagen wereldwijd 17 miljoen lezers. De enige inkomsten die Metro vergaarde waren de advertentie-inkomsten.
De Nederlandse editie van Metro kwam voor het eerst uit 21 juni 1999. Deze krant is geen eigendom meer van Metro International maar kwam in 2012 in handen van de Telegraaf Media Groep. De laatste editie verscheen in Nederland in 2020. De Belgische krant Metro is, ondanks de naam, eveneens geen onderdeel van Metro International.

## Metro grootste krant ter wereld
Metro werd in 2006 door Guinness Book of Records uitgeroepen tot grootste krant ter wereld. Dagelijks lazen 17 miljoen mensen een Metro, van wie 1,9 miljoen in Nederland.